# Pałac w Karczowicach
Pałac w Karczowicach – zabytkowy pałac w Karczowicach – wsi w Polsce, w województwie dolnośląskim, w powiecie ząbkowickim, w gminie Ciepłowody.
Obiekt wybudowany w drugiej poł. XIX w. jest częścią zespołu pałacowego, w skład którego wchodzi jeszcze park.